# Drombus triangularis
 Drombus triangularis es una especie de peces de la familia de los Gobiidae en el orden de los Perciformes.

## Morfología
Los machos pueden llegar a alcanzar los 7 cm de longitud total.

## Hábitat
Es un pez de clima tropical  demersal.

## Distribución geográfica
Se encuentra desde Mozambique hasta el Pacífico occidental.

## Observaciones
Es inofensivo para los humanos.